# Hao Linhai
Hao Linhai (chinesisch 郝林海; * Juni 1953 in Baixiang, Provinz Hebei) ist ein chinesischer Politiker der Kommunistischen Partei Chinas (KPCh), der unter anderem zwischen 2007 und 2016 stellvertretender Vorsitzender der Volksregierung der Autonomen Region Ningxia der Hui-Nationalität war.

## Leben
Hao Linhai, Angehöriger des Han-Volkes, arbeitete während der Kulturrevolution im Rahmen der sogenannten „Runter aufs Land-Bewegung“ in der Volkskommune „Liangtian“ in Yinchuan. Er absolvierte ein Studium an der Technischen Universität Lanzhou und war später von 1986 bis 1990 zunächst stellvertretender Direktor sowie zwischen 1990 und 1994 Direktor des Außenhandelsamtes der Autonomen Region Ningxia der Hui-Nationalität. Nachdem er von 1994 bis 1996 stellvertretender Direktor des Allgemeinen Amtes der Volksregierung dieser Autonomen Region war, fungierte er zwischen 1996 und 1998 zunächst als Vize-Bürgermeister sowie anschließend von 1998 bis 2002 als Bürgermeister von Yinchuan, der Hauptstadt der Autonomen Region Ningxia. Er war von 2002 bis 2007 Assistent des Vorsitzenden der Volksregierung der Autonomen Region Ningxia, Ma Qizhi, und wurde 2002 ferner Mitglied der Parteiführungsgruppe der Volksregierung. Zugleich fungierte er von 2005 bis 2007 in Personalunion als Direktor des Komitees für Entwicklung und Reformen der Autonomen Region sowie als Sekretär der Parteiführungsgruppe dieses Komitees.
2007 wurde Hao schließlich stellvertretender Vorsitzender der Volksregierung der Autonomen Region Ningxia der Hui-Nationalität und war damit bis 2016 Stellvertreter der Vorsitzenden der Volksregierung, Wang Zhengwei (2007 bis 2013) beziehungsweise Liu Hui. Nach Beendigung dieser Funktion wurde er 2016 Sonderberater der Regierung von Ningxia.